# آرثر ديك
آرثر ديك Arthur Dake (ولد في 8 أبريل 1910 – ومات في 24 أبريل 2000) لاعب شطرنج أمريكي حمل لقب أستاذ كبير.

## حياته
- ولد من أب يهودي بولندي وأم نرويجية.

## إنجازاته
- هزم بطل العالم ألكسندر أليخين عام 1932 في دورة باسادينا.
- شارك أربع مرات في أولمبيادات الشطرنج باسم الولايات المتحدة، فاز بثلاث ميداليات ذهبية.

## ألقاب
- نال لقب أستاذ دولي عام 1954.
- نال لقب أستاذ كبير شرفياً عام 1986.

## روابط خارجية
- آرثر ديك على موقع مباريات الشطرنج (الإنجليزية)
- آرثر ديك على موقع 365Chess.com (الإنجليزية)
- آرثر ديك على موقع Chesstempo.com (الإنجليزية)
- آرثر ديك على موقع الاتحاد الأمريكي للشطرنج (الإنجليزية)
- آرثر ديك سجل أولمبياد الشطرنج على موقع OlimpBase.org (الإنجليزية)